# Lithobius marcuzzii
Lithobius marcuzzii är en mångfotingart som beskrevs av Matic 1975. Lithobius marcuzzii ingår i släktet Lithobius och familjen stenkrypare.
Artens utbredningsområde är Frankrike. Inga underarter finns listade i Catalogue of Life.